# Narathura pseudomuta
Narathura pseudomuta är en fjärilsart som beskrevs av Otto Staudinger 1889. Narathura pseudomuta ingår i släktet Narathura och familjen juvelvingar. Inga underarter finns listade i Catalogue of Life.